# Marcos Paulo Souza Ribeiro
Marcos Paulo Souza Ribeiro (21 maart 1974) is een voormalig Braziliaans voetballer.

## Carrière
Marcos speelde tussen 1991 en 2006 voor Botafogo, Joinville, Grêmio, Criciúma, Bahia en Vegalta Sendai.